# Af imp.
af imp.（オートファッションインプ）とは、交通タイムス社が毎月10日に発行する自動車情報誌である。1994年創刊。2011年に通巻200号を、2014年に創刊20周年を迎えた。
特徴的なのは毎号各都道府県のショップに赴き、ユーザーカーを取材して年間のグランプリを決定するスタイルアップコンテスト（通称スタコン）である。
また、フォルクスワーゲンやアウディなどのカスタムカーが多く集結するヴェルターゼー、各モーターショー等の海外取材記事も多い。
毎年6月に大阪府の舞洲スポーツアイランドで開催されるimpスーパーカーニバルや、先述のスタコン年間チャンプが決定する大阪オートメッセでの模様も掲載される。

## 主なコーナー
- スタコン

## 主な執筆者陣

### 現在の編集者
- 多田壮一（編集長）

### 主な寄稿者
- 島下泰久
- 山田弘樹
- 酒井賢次
- 高根英幸
- 堀口　訓
- 井口　豪

## 競合する雑誌
- es4